# Vallon de la Chambre au Loup
Pour les articles homonymes, voir Roche aux Loups.
Le vallon de la Chambre au Loup est une vallée située dans la commune d'Iffendic, en Ille-et-Vilaine dans la région Bretagne en France.

## Situation
À 30 km à l'ouest de Rennes, le vallon de la Chambre au Loup se trouve dans la pointe sud-ouest de la commune d'Iffendic, en Ille-et-Vilaine dans la région Bretagne. Il est sur le cours du ruisseau de Boutavent.

## Description
Le vallon suit le cours sud-nord du Boutavent, ce dernier se trouvant à environ 70 m d'altitude et alimentant l'étang de la Chambre au Loup.
Très encaissé, il est également surnommé « le Grand Canyon » car il est bordé de falaises dont les plus hautes, côté Est, atteignent 35 mètres de hauteur vers la tête de l'étang. 
Les landes et les boisements environnants s'étendent sur 70 hectares sur les deux versants. À l'est il est recouvert de pins maritimes alors qu'à l'ouest s'étend le domaine des prairies. 
Le GR37 fait le tour du vallon en haut de ces falaises.

## Géologie
Les falaises sont constituées de schistes rouges, pierre très dure mais aussi très friable.[source insuffisante] Le vallon lui-même est sur le tracé d'une faille géologique.
Le vallon s'est formé à partir d'un effondrement dû à des failles présentes dans le schiste pourpre, puis de l'érosion créée par le ruisseau de Boutavent[réf. nécessaire] ; dans le vallon, le ruisseau emprunte presque exactement le tracé d'une faille géologique.

## La légende du loup
- la première raconte que dans une grotte vivait le dernier loup de la région ;
- la deuxième dit que la silhouette d'un loup, gueule levée vers le ciel, est inscrite dans un rocher et que chaque fois que la Bretagne est menacée, le loup prend alors se transforme en guerrier invisible.

## Protection
Ce site, appartenant à la commune d'Iffendic et au conseil départemental d'Ille-et-Vilaine qui y possède sept hectares, s'est vu accorder le statut d'espace naturel sensible du département. La commune et le département y conduisent des actions de préservation et de valorisation du patrimoine naturel.[réf. nécessaire]
La ZNIEFF continentale de type 1 de l'« Étang de la Chambre au Loup » mesure 680 m dans sa plus grande largeur (sens nord-est/sud-ouest) et 1,37 km de longueur dans le sens nord-sud. Elle couvre 1,19 km du cours du Boutavent, depuis 85 m en amont de la petite passerelle à la hauteur du hameau de la Touche (situé à l’est du ruisseau) jusqu'au barrage clôturant l'étang de la Chambre au Loup,.